# 朱勝號
朱勝號（1943年10月26日—），中華民國政治人物。在1992年12月以全國不分區身份代表民進黨參選第二屆立法委員，因不在安全名單內而落選。1995年10月30日，葉耀鵬宣佈退出民進黨，隨後被取消全國不分區立委資格。11月15日，朱勝號正式遞補葉耀鵬所留下之名額，成為第二屆立法委員。